# Нардо
Нардо̀ (на италиански: Nardò) е град и община в Южна Италия, провинция Лече, регион Пулия. Разположен е на 45 m надморска височина. Населението на общината е 31 957 души (към 2012 г.).